# Bernd Geesdorf
Bernd Geesdorf (* 8. März 1963 in Berlin; † 10. Dezember 2011 ebenda) war ein deutscher Fußballspieler.

## Sportlicher Werdegang
Geesdorf spielte in der Jugend bei Blau-Weiß 90 Berlin und gewann an der Seite von Torhüter Rüdiger Vollborn bei der Deutschen B-Junioren-Meisterschaft 1978/79 im Elfmeterschießen gegen den FC Augsburg mit unter anderem Raimond Aumann, Roland Grahammer und Christian Hochstätter den Titel. Mit der A-Junioren-Mannschaft erreichte er bei der deutschen A-Junioren-Meisterschaft 1980/81 das gegen den FC Schalke 04 verlorene Halbfinale. Anschließend debütierte er für die Landesligamannschaft des Klubs. 
1983 verließ Geesdorf den seinerzeitigen Viertligisten in Richtung SC Charlottenburg, dessen Fußballer in die 2. Bundesliga aufgestiegen waren. Mit dem Klub stieg er am Ende der Spielzeit 1983/84 direkt wieder ab, als Ergänzungsspieler hatte er dabei zehn Saisoneinsätze verbucht. In der Berliner Oberliga gehörte er zu den Stammkräften und gewann mit der Mannschaft in der Spielzeit 1985/86 den Berliner Meistertitel. In der Aufstiegsrunde zur 2. Bundesliga fehlten drei respektive zwei Punkte auf die beiden Aufsteiger FC St. Pauli und Rot-Weiss Essen zur Zweitligarückkehr.
Im Sommer 1985 wechselte Geesdorf mit den Mannschaftskameraden Stefan Brandenburger und Jörg Schepers sowie Cheftrainer Fahrudin Jusufi vom SC Charlottenburg zum TSV 1860 München, der die Rückkehr aus der Bayernliga in den Profifußball forcierte. In den Bayernliga-Spielzeiten 1986/87 und 1987/88 verpasste er mit dem vormaligen deutschen Meister jeweils als Tabellendritter knapp den Zweitligaaufstieg. Anschließend kehrte er in den Berliner Fußball zurück, wo er sich Hertha 03 Zehlendorf anschloss. Als Vizemeister der Oberliga-Spielzeiten 1988/89 und 1989/90 nahm er jeweils an den Deutschen Amateurmeisterschaften, die Mannschaft schied beide Male früh aus.
Nach dem Karriereende verdingte sich Geesdorf, dessen Vater als Trabertrainer bei der Trabrennbahn Mariendorf tätig gewesen war, in den 1990er Jahren in Berlins Traberszene.
Bei Geesdorf wurde 2009 Amyotrophe Lateralsklerose diagnostiziert. Im Dezember 2011 erlag er in einem Berliner Hospiz der Krankheit.